# Hilba järv
Hilba järv (järv = See) ist ein künstlicher See in Kõlleste im Kreis Põlva auf dem estnischen Festland. Durch den See fließt der Bach Hilba jõgi. 1,5 Kilometer vom 0,5 Hektar großen See entfernt liegt das Dorf Krootuse und 43,8 Kilometer entfernt liegt der 3555 km² große Peipussee (Peipsi-Pihkva järv).